# Ana Navira
Ana Navira es una deportista fiyiana que compitió en judo. Ganó dos medallas de oro en el Campeonato de Oceanía de Judo, en los años 2002 y 2003.

## Palmarés internacional
| Campeonato de Oceanía | Campeonato de Oceanía      | Campeonato de Oceanía | Campeonato de Oceanía |
| Año                   | Lugar                      | Medalla               | Categoría             |
| --------------------- | -------------------------- | --------------------- | --------------------- |
| 2002                  | Wellington (Nueva Zelanda) | Medalla de oro        | +78 kg                |
| 2003                  | Suva (Fiyi)                | Medalla de oro        | +78 kg                |